# Xestocephalus suakoko
Xestocephalus suakoko är en insektsart som beskrevs av Rauno E. Linnavuori 1979. Xestocephalus suakoko ingår i släktet Xestocephalus och familjen dvärgstritar. Inga underarter finns listade i Catalogue of Life.